# Guten Morgen Freiheit
Guten Morgen Freiheit ist das siebte Studioalbum der deutschen Sängerin Yvonne Catterfeld. Es wurde am 10. März 2017 unter ihrem eigenen Label Veritable Records veröffentlicht und von Beatgees produziert.

## Titelliste
| Nr.          | Titel                                    | Autor(en)                                                     | Länge |
| ------------ | ---------------------------------------- | ------------------------------------------------------------- | ----- |
| 1.           | Guten Morgen Freiheit                    | Sera Finale, Alexander Freund                                 | 3:24  |
| 2.           | Irgendwas (feat. Bengio)                 | Ben-Giacomo Wortmann, Matteo Capreoli                         | 3:33  |
| 3.           | Was bleibt                               | Yvonne Catterfeld, Michael Kurth, Tom Olbrich                 | 2:42  |
| 4.           | Besser werden                            | Catterfeld, Freund, Finale                                    | 2:57  |
| 5.           | Tür und Angel (feat. Chima)              | Chima Onylene, Fabian Römer                                   | 3:30  |
| 6.           | Freisprengen                             | Onylene, Beatgees, Römer                                      | 2:57  |
| 7.           | Schwarz auf weiss                        | Catterfeld, Freund                                            | 2:35  |
| 8.           | 5 vor 12 (feat. Teesy)                   | Toni Mudrack                                                  | 3:36  |
| 9.           | Mehr als ihr seht (Pt. 1)                | Onylene, Konrad Sommermeyer, Peter Jordan                     | 3:09  |
| 10.          | Scheinriesen                             | Ali Zuckowski, Peter Schanowski, David Jürgens                | 2:46  |
| 11.          | Strassen aus Salz                        | Jen Bender, Raphael Schalz, Michael Schlücker, Alina Wichmann | 3:28  |
| 12.          | Mehr als ihr seht (Pt. 2) (feat. MoTrip) | Onylene, MoTrip, Sommermeyer, Jordan                          | 4:01  |
| 13.          | Naftali                                  | Catterfeld, Naftali                                           | 1:26  |
| 14.          | Pass gut auf dich auf                    | Finale, Freund                                                | 3:13  |
| Gesamtlänge: | Gesamtlänge:                             | Gesamtlänge:                                                  | 48:39 |

## Hintergrund
2015 nahm sie bei der TV-Show Sing meinen Song – Das Tauschkonzert teil und gewann dadurch neue Motivation, Musik zu machen, nachdem sie im Jahr zuvor Mutter geworden war. Sie gründete ihr eigenes Label Veritable Records, um sich künstlerisch mehr ausleben zu können. Das Album wurde von den Beatgees in Berlin aufgenommen und produziert. Während der Arbeiten am Album ließ sich Catterfeld filmen. Aus dem Filmmaterial wurde eine einstündige Dokumentation als DVD der Deluxe-Version des Albums beigefügt.

## Chartplatzierungen
Das Album stieg in den deutschen Albumcharts und in Österreich auf Platz vier ein. In der Schweiz debütierte Guten Morgen Freiheit auf Rang sieben.
| ChartsChartplatzierungen | Höchstplatzierung | Wochen |
| ------------------------ | ----------------- | ------ |
| Deutschland (GfK)        | 4 (10 Wo.)        | 10     |
| Österreich (Ö3)          | 4 (11 Wo.)        | 11     |
| Schweiz (IFPI)           | 7 (4 Wo.)         | 4      |

## Singles
Am 9. Dezember 2016 wurde die Single Irgendwas zusammen mit dem deutschen Rapper Bengio veröffentlicht. Am selben Tag wurde das Musikvideo auf ihrem Youtubekanal veröffentlicht. Die Single stieg in der zweiten Woche bis auf Platz 27 in den deutschen Singlecharts und konnte sich dort neun Wochen halten.
Am 3. Februar 2017 erschien die Single Was bleibt, zusammen mit einem Akustikvideo auf Youtube. Eine Woche später folgte die Single Besser werden mit einem Lyrics-Video. Am 17. Februar 2017 folgte die vierte Single Freisprengen und eine Woche später die Single Tür und Angel mit dem Rapper Chima.
Eine Woche vor der Veröffentlichung des Albums erschien die Single Guten Morgen Freiheit, der Opener und Titelsong. Am 10. März erschien das Musikvideo zur Single auf Youtube.

## Kritik
Auf der Website thepickde.com schrieb ein Autor, dass Catterfeld auf diesem Album viele Facetten zeige und das Album wie ein Neuanfang Catterfelds sei. Des Weiteren werden die Titel Mehr als ihr seht (Pt. 1) und Mehr als ihr seht (Pt. 2) lobend erwähnt. 